# USCGC Acacia (WLB-406)
L' USCGC Acacia (WLB-406) est un baliseur de classe Iris exploité par l'United States Coast Guard. L'Acacia était un navire polyvalent, nominalement un ravitailleur de bouées, mais doté d'équipements et de capacités de brise-glace, pour la recherche et sauvetage, la lutte contre l'incendie, la logistique, l'intervention en cas de déversement de pétrole et d'autres tâches. Le navire a passé presque toute sa carrière de 62 ans dans la Garde côtière sur les Grands Lacs. Après sa mise hors service, il est devenu un navire-musée à Manistee, dans le Michigan.

## Préservation
Immédiatement après sa mise hors service, Acacia a été donné à l'État de l'Illinois au profit de l'American Academy of Industry. Ce groupe à but non lucratif prévoyait de la transformer en musée maritime à Chicago. Le navire, qui a été livré en parfait état de fonctionnement avec seulement ses mitrailleuses retirées, a été temporairement amarré à Burns Harbor dans l'Indiana. Le plan d'un musée basé à Chicago n'a jamais été exécuté car aucun amarrage approprié n'a pu être trouvé. Grâce aux efforts d'un membre commun du conseil d'administration, le navire a été transféré de l'American Academy of Industry à la Society for the Preservation of the SS City of Milwaukee. Le 16 octobre 2009, Acacia a navigué par ses propres moyens jusqu'à Manistee dans le Michigan, où le navire est devenu une partie du musée SS City of Milwaukee classé National Historic Landmark. Le navire a été consacré à son nouveau rôle de musée le 13 août 2011. Acacia est ouvert au public dans le cadre du musée.